# Abby Holland
Abigail Arcane Cable Holland es un personaje de cómic ficticio del Universo DC Comics. Es la esposa/pareja de Swamp Thing y la madre de Tefé Holland. Los poderes psíquicos de Holland incluyen empatía, telepatía y telequinesis. Apareció por primera vez en Swamp Thing #3 (marzo de 1973) y fue creada por Len Wein y Bernie Wrightson.
El personaje fue interpretado por Crystal Reed en la serie de televisión para el servicio de transmisión de DC. Esta versión de ella era una doctora de los CDC que buscaba curar una misteriosa enfermedad de los pantanos que afectaba a su ciudad natal.

## Biografía ficticia

### Primeros años
Abby Holland nace como Abigail Arcane, en Transilvania, Rumania, a fines de 1955. El nacimiento tiene lugar en el Castillo Arcane, el hogar ancestral de su familia. Abby nace del conde Gregori Arcane y su bella esposa Anise. Poco después, sin embargo, el celoso hermano de Gregori, Anton Arcane, acusa a Anise de brujería y la madre de Abby muere quemada en la hoguera por aldeanos supersticiosos, mientras Gregori observa impotente y horrorizado, protegiendo a su pequeña hija en sus brazos, mientras su esposa muere. Luego, el gobierno obliga a Gregori a compartir la custodia de Abby con Anton, y a menudo la llaman por compromisos comerciales fuera del país, dejando a Abby a la influencia y los abusos potenciales de su tío.
A pesar de tener una infancia problemática llena de pesadillas y abusos por parte de quienes la rodean, Abby se las arregla para mantener la cordura y aprecia los raros momentos que pasa con su padre. Al crecer, Abby adquiere intereses de verano como caminatas en los bosques, natación y buceo, escalada en roca amateur y visitas turísticas sola, todo lo cual alimenta su interés por la naturaleza, la ecología y el medio ambiente.
Cuando era adolescente, Abby experimenta un fuerte sentido de empatía con los demás. Al principio, esto la aterroriza, pero luego se sintoniza más con la capacidad de "sentir" las emociones de otras personas y usa esa ventaja para ayudarlas. Al darse cuenta de que su aldea necesita un médico, comienza a estudiar primeros auxilios, finalmente se convierte en enfermera y alquila y administra una clínica infantil.
Más tarde, el padre de Abby se enfrenta a su tío, que quiere enseñarle las formas mágicas malvadas del linaje Arcane. Gregori le prohíbe a Abby cooperar con Anton. Cuando Abby se niega a cumplir las órdenes de Arcane, él la expulsa del Castillo Arcane y jura algún día destruirla a ella y a todo el pueblo. Sin tomar en serio su amenaza, Abby comienza a vivir en su propia clínica. Sin embargo, cuando Gregori corre a casa para salvar a Abby de un peligro seguro, deambula por el bosque hacia un campo minado prohibido y pisa una mina terrestre. Mientras que Abby cree que su padre está muerto y que ella misma es huérfana, Anton reconstruye en secreto a Gregori como el horrible Anti-Hombre conocido solo como Patchwork Man.
En la década de 1970, Abigail, de 17 años, todavía está trabajando en su clínica un día, cuando su futuro primer esposo, el agente del gobierno estadounidense Matthew Cable, la contacta. Abby pronto comienza su amistad con él, lo que influye en las sospechas de Cable sobre su posible participación en el secuestro del fugitivo Swamp Thing por parte de su tío. Matt y Abby luego son testigos de la destrucción explosiva de Castillo Arcane y Abby se da cuenta de que ahora está libre de su malévolo tío. Luego, Abby es secuestrada repentinamente por la criatura que una vez fue su padre, el ahora mudo y monstruoso Patchwork Man, solo para ser rescatada por la criatura que Cable está buscando: Swamp Thing.
Durante la pelea, Abby está aterrorizada, pero sus habilidades le permiten ver que ninguno de los monstruos silenciosos desea hacerle daño, por lo que les ruega que dejen de pelear. Luego, casi cae en picado por un abismo, pero ambas criaturas la salvan. Mientras Swamp Thing lleva a Abby a un lugar seguro, Abby se da cuenta empáticamente de que Patchwork Man es su padre amoroso, mientras cae en su aparente perdición. Swamp Thing luego entrega a Abby a Cable, quien ha incitado a una multitud enojada del pueblo. Abby ve alejarse a la misteriosa Cosa del Pantano, mientras Cable no hace nada para detenerlo.
Al día siguiente, Abby expresa interés en emigrar a los Estados Unidos y trabajar con Cable en su búsqueda de Swamp Thing. Cable no puede garantizar que encontrará trabajo para Abby, pero cumple su promesa de registrarla como ciudadana estadounidense a su debido tiempo. Durante el viaje en avión a la tierra natal de Cable, (en la que Swamp Thing se escondió), Cable y Abby se enfrentan a un hombre lobo monstruoso y a los padres trastornados del hombre en los páramos escoceses, que quieren eliminar la maldición de su hijo mediante una transfusión de sangre total con Cable. Swamp Thing destruye al hombre lobo con un candelabro plateado y salva a Cable y Abby una vez más, lo que les permite partir de manera segura hacia América.
Una vez en casa, Matt se decide a encontrar y desentrañar los secretos de la Cosa del Pantano. Abby promete permanecer a su lado durante todo el proceso. Sin embargo, los empleadores de Matt lo envían a otra misión, pero por voluntad del destino, los viajes de Swamp Thing lo llevan al mismo lugar: Bürgess Town, Vermont. Matt y Abby son tomados como rehenes por The Conclave, la misma organización criminal que creó Swamp Thing por el acto de sabotaje que le quitó la vida a Alec Holland y provocó la transformación de su cadáver en una forma elemental sobrenatural. Swamp Thing logra rescatar a Matt y Abby de la tortura sádica de sus captores en Gotham City, y se venga de sus enemigos, incluso enfrentándose a Batman.
En algún momento después del cumpleaños número 18 de Abby a fines de 1973, ella y Matt pasan un tiempo sanando y nadando en una playa de Florida. Abby comienza a desarrollar sentimientos por Matt. Ella le recuerda sabiamente que la verdad es nebulosa y que debe intentar descubrir la verdad sobre la Cosa del Pantano la próxima vez que se enfrente a él.
Meses después, en 1974, Abby acompaña a Matt a Luisiana Bayou por primera vez. Instantáneamente se enamora del pantano, y Matt tiene que mantenerla concentrada y alerta. Pronto son capturados por el extremista político Zachary Nail y sus aliados, los prehistóricos Conqueror Worms. Allí, Abby y Matt se enfrentan a un nuevo compañero, Jefferson Bolt. Swamp Thing una vez más ayuda a sus amigos, pero no logra salvar a la novia de Bolt, Ruth. Abby se encuentra parada entre los dos hombres, deteniendo constantemente sus discusiones sobre la Cosa del Pantano. Finalmente resuelven esto organizando la captura dramática de Swamp Thing.
Durante el confinamiento de la Cosa del Pantano, Matt se entera de la impactante verdad: que la criatura, de hecho, cree ser Alec Holland. Matt le cuenta esta noticia a Abby, quien lo insta a corregir su error, ahora que ella ha desarrollado sentimientos de empatía aún más fuertes por "Alec" que por Matt. Debiéndole la vida a Alec, Abby y Matt logran fingir la muerte de Swamp Thing con explosivos, pero solo con la ayuda renuente de Bolt. Sin embargo, Swamp Thing se niega a reunirse con sus amigos y vuelve a esconderse en el pantano.
El Huracán Carmen impide que Abby y sus amigos comiencen la búsqueda de Alec, por lo que deciden esperar la mayor parte de la temporada de huracanes.
En 1975, Abby, de 19 años, se une a Matt en una confrontación con el demonio Nebiros para salvar a Swamp Thing de la posesión. Abby siente telepáticamente el alma de Alec en un globo místico e insta a Matt a romperlo. Freed, Swamp Thing lucha y derrota al demonio, que pronto se ve obligado a regresar al infierno, después de entrar en el cuerpo del sacerdote moribundo Jonathan Bliss, quien había hecho el intento equivocado de incitar al Armagedón invocando al demonio en primer lugar.
El grupo pronto descubre el secuestro de Bolt por parte del Cónclave. La búsqueda los lleva a la peligrosa isla de Kala Pago, donde se enfrentan por última vez al jefe del Cónclave, Nathan Ellery. Sin embargo, la muerte de Ellery a manos de Swamp Thing no les brinda alivio, ya que su viaje a Florida los pone en conflicto con un culto satánico que busca desafiar los efectos mortales de la vejez, robando las energías vitales de los jóvenes. Abby entra en trance y muestra telequinesis para escapar de sus ataduras. Luego roba el libro utilizado para el hechizo y convoca telepáticamente a Swamp Thing al rescate de Cable y Bolt. Sin embargo, Alec una vez más deja atrás a sus amigos, lo que provoca otra persecución de él.
Más tarde ese verano, Abby, Matt y Bolt localizan Swamp Thing en Benson's Swamp, en las afueras de Gatorberg, Florida. Abby tiene una experiencia desagradable en Sloan's Diner, ya que los sentimientos intolerantes del propietario hacia los indios invaden sus pensamientos y la obligan a salir corriendo para buscar alivio. Luego, el grupo redobla sus esfuerzos para localizar a Swamp Thing. Sin embargo, lo que encuentran es un duplicado sin sentido, enloquecido y atacando a todos a la vista. La criatura explota con dinamita, lo que permite que la verdadera Cosa del Pantano evite a sus amigos, ahora que creen que está muerto.

### Nuevos desarrollos
Después de que Matt tiene un encuentro posterior con la Patrulla Condenada algún tiempo después, regresa con Abby, que ahora tiene 20 años, le declara su amor y le propone matrimonio, que Abby acepta. A pesar del feliz inicio de esta unión, no todo marcha bien para los Cables. Matt a menudo frecuenta un bar de striptease sin el conocimiento de Abby. Luego descubre evidencia de una autopsia ilegal de Linda Holland por parte de sus empleadores. Para ocultar esto, electrocutaron a Cable, lo que lo convirtió en una carga terrible para su joven esposa, ya que se ve obligado a beber debido a la pérdida resultante de sus facultades mentales.
A fines de 1983, Abby, de 28 años, trabaja en el New Moon Motel Diner en Virginia Occidental para mantenerse a sí misma y a Matt, ya que su forma de beber solo ha empeorado. Una noche, mientras alimenta a un perro callejero con algunas sobras afuera, se encuentra con Alec y tienen una reunión feliz. Luego lo sorprende con la noticia de que ahora está casada con Matt. Luego, Alec le presenta a Abby a sus nuevos amigos, Lizbeth Tremayne y Dennis Barclay. Abby los lleva a todos a ver a Matt, quien finalmente se enfrenta a Alec por su alcoholismo. Abby finalmente descubre la verdad de lo que sucedió en Gatorberg, aunque la confesión de Matt para el grupo es más sorprendente.
Luego, Alec y Abby son secuestrados por Arcane y su nuevo insectoide Un-Men. Si bien al principio parecen estar condenados a Arcane, el socio de Alec, Helmut Kripptmann, logra salvarlos al destruir tanto a Arcane como a él mismo. Alec luego salva a Abby del barco insectoide que cae al sumergirse en un lago cercano. Nadando hacia la orilla, Abby deja a Alec y regresa a casa con Matt, quien jura que dejará de beber. Abby no le cree y vuelve a salir a dar un paseo. Luego ve a Matt salir corriendo al oír el sonido de un helicóptero que se acerca. Abby empuja a Matt hacia unos arbustos, mientras el helicóptero dispara un cohete que hace estallar su casa. Mientras tanto, Dennis y Liz escapan de una trampa mortal explosiva similar en el motel, mientras que Swamp Thing es derribado y declarado muerto por la Guardia Nacional, mientras que todos sus amigos sobrevivientes se esconden.
En 1984, Abby y Matt regresan a Luisiana para buscar a Alec, con la esperanza de que no lo maten. Comienzan a vivir en la ciudad de Houma, donde la pareja hace muchos amigos, aunque suelen pasar el tiempo solos. Pronto descubren que Swamp Thing ha echado raíces en el suelo. Se les acerca Jason Woodrue, quien les explica la situación, incluida la reciente revelación de que Swamp Thing nunca fue realmente Alec Holland, sino simplemente una masa de vida del pantano que absorbió la conciencia de Holland después de consumir tanto su cuerpo como los restos de su suero, siendo su estado actual el resultado de la consiguiente crisis de identidad. Abby luego regresa sola a la Cosa del Pantano arraigada, llorando y diciéndole a "Alec" que es "humano" antes de irse.
En su próxima visita, Abby es atacada por Woodrue, quien intenta matarla repetidamente. Swamp Thing se desarraiga, salva a Abby y se enfrenta a Woodrue, pero no antes de que el maníaco haya asesinado en masa a toda la ciudad de Lacroix. Después de poner fin a la amenaza de Woodrue y entregarlo a la Liga de la Justicia, la Cosa del Pantano vuelve a centrar su atención en Abby. Resuelven el asunto de que él no es Alec Holland, pero está feliz de tenerla en su vida. Se convierten en amigos cariñosos y devotos.
A medida que la relación de Abby con Swamp Thing continúa creciendo, su matrimonio con Matt Cable se desmorona. Abby pasa más tiempo con Swamp Thing, volviendo a los simples placeres al aire libre que disfrutó en su infancia. Mientras se relaja después de nadar en un lago, Abby le informa que ahora está trabajando en Elysium Lawns, un hogar para niños autistas con problemas. Más tarde esa noche, ella va a Baton Rouge a comprar suministros, pero es testigo de un accidente mientras John Constantine la espía sin ser notado entre la multitud.
Abby luego conoce a Jason Blood, quien le informa que los niños están en peligro. Ella lo toma como una amenaza y le advierte que no se involucre. Esa noche, Abby siente el peligro sobrenatural que se avecina en Elysium Lawns y corre allí con Swamp Thing, donde se enfrentan a los demonios Rey Mono y Etrigan. Abby camina sola a casa al final y su esposo la recoge. Ella no sabe que él está poseído por Arcane.
Abby le informa a Swamp Thing que su matrimonio es mejor. Ella lo llama "Alec" nuevamente y él le dice que no lo haga. Sin embargo, después de haber enterrado el fantasma de Alec Holland, le dice que estará orgulloso de usar el nombre de Alec. Más tarde, Abby determina la verdad detrás de los cambios radicales de Matt Cable y se da cuenta de que Matt y todos sus nuevos compañeros de trabajo son zombis, y ella es violada por su tío no muerto cuando pensaba que era su marido. Abby intenta escapar, pero Arcane se lo impide. Luego procede a asesinarla mágicamente. Una vez que ella está muerta, Arcane lleva a Swamp Thing a su casa para encontrar el cadáver de Abby. Alec lamenta la pérdida de Abby y luego se enfrenta a Arcane. El alma de Matt Cable resurge y condena a Arcane al Infierno. Matt usa la magia restante para reanimar el cuerpo de Abby, aunque no logra recuperar el alma de su esposa. Después de haber sufrido un accidente automovilístico antes de rendirse a Arcane, Cable cae en un coma profundo y permanente. Swamp Thing viaja al más allá para salvar el alma de Abby, ayudado por Deadman, Phantom Stranger, El Espectro y Etrigan. Cuando Abby revive, viva y bien, se encuentra semidesnuda al aire libre, congelada en la nieve invernal con Alec llorando de alegría por ella.
En 1985, Abby se encuentra con Caín y Abel en un sueño. Le revelan el secreto del Parlamento de los Árboles, pero pronto pierde este conocimiento después de despertar.
Esa primavera, Abby se entera de que Matt nunca saldrá del coma. Ella decide terminar el matrimonio, a pesar de no poder divorciarse. Se aventura una vez más en el pantano y le propone matrimonio a Alec. Pero ella se disculpa, admitiendo que la idea es una tontería. Alec se siente muy honrado de haberla amado durante muchos años. En privado, Alec y Abby consuman su nuevo matrimonio compartiendo un tubérculo alucinógeno.

### Matrimonio con la Cosa del Pantano
El matrimonio de Abby con Swamp Thing resulta ser tan desafiante como todo lo demás en su vida. Una noche, siente que Alec está angustiado y corre hacia él. Escondiéndose de un escuadrón de policía que busca en el pantano, Abby se da cuenta de que otros también deben estar en peligro. Ella encuentra a Alec muriendo por envenenamiento de desechos tóxicos. Él le advierte que se mantenga alejada de él y que encontrará la manera de restaurarse en un nuevo cuerpo antes de morir.
Fiel a su palabra, Swamp Thing vive de nuevo, en una pequeña planta que Abby localiza psíquicamente y ayuda a nutrir, mientras que Alec vuelve a crecer. Está impresionado por la notable devoción de Abby por él. Un día, la singular pareja es visitada por el místico ocultista John Constantine, quien comienza a manipular Swamp Thing a cambio de valiosa información sobre sus poderes elementales.
Finalmente, los viajes de Alec lo llevan a casa en una misión en Luisiana, lidiando con una plantación maldita plagada de fantasmas y zombis del siglo XIX. La fuerza interior de Abby resulta invaluable, ya que ayuda a evacuar a los sobrevivientes. Durante el curso de su relación con Alec, Abby aprende a aceptar sus extrañas habilidades y extraños hábitos, como ingerir animales muertos o moribundos en su cuerpo, o crecer inesperadamente fuera del lavabo del baño para visitarla personalmente en casa. Una noche, Abby incluso confunde una de las cáscaras abandonadas de Alec con él. Ella le hace prometer que nunca morirá mientras ella viva.

### The New 52
En el universo Post-Flashpoint, la historia de Abigail con Swamp Thing se altera significativamente. En este nuevo mundo, Abigail está viva durante los tiempos modernos y tiene un medio hermano llamado William Arcane, quien, como ella, está conectado a una fuerza elemental: Rot. Su tío, Anton, es el avatar de Rot.

## Apellidos
El apellido de Abby cambia dos veces entre las tres primeras series de Swamp Thing. En la serie original, su apellido de soltera es Arcane. A lo largo de la segunda serie, conserva el nombre de Cable de su primer marido, incluso durante el coma de Matthew y después de su muerte. Tanto en la tercera como en la cuarta temporada, Abby finalmente cambia su apellido legalmente a su apellido actual, Holland, que también comparte con su hija, Tefé Holland.

## Envejecimiento en tiempo real
Al igual que John Constantine, Abby es uno de los pocos personajes secundarios de Universo DC que envejece en tiempo real, debido a su publicación en Vertigo. Cumplió 50 años a fines de 2005, habiendo sido solo una adolescente en su primera aparición en 1973.
Después de Flashpoint, ha sido reintroducida como una mujer joven, nacida en la era moderna. Ella no está casada con Swamp Thing, pero se enamora de él.

## En otros medios

### Televisión

#### Swamp Thing(1990)
Abby aparece en la serie de acción real Swamp Thing de 1990 , interpretada por Kari Wuhrer.

#### Swamp Thing(1991)
Abby aparece en la serie animada Swamp Thing, con la voz de Tabitha St. Germain bajo el nombre de "Paulina Gillis". Como en The Return of Swamp Thing, ella es la hijastra de Arcane, no su sobrina.

#### Swamp Thing(2019)
Abby Arcane es un personaje regular en la serie de acción real Swamp Thing de 2019, interpretada por Crystal Reed. Regresa a su casa en Marais, Luisiana y se hace amiga de Alec Holland, antes de que él muera repentinamente. Es una doctora de los CDC que conoció a Alec Holland durante su misión. Después de que Alec Holland recibió un disparo y cayó al pantano, se encuentra con Swamp Thing y sospecha que Alec se transformó en él. Después de que Swamp Thing fue liberado por Conclave por Abby y Liz Tremayne con la ayuda de Blue Devil, Swamp Thing se sumerge en el pantano y emerge con un cadáver que podría ser el cuerpo de Alec Holland.

#### Parodias
En Robot Chicken DC Comics Special, Abby tiene la voz de Clare Grant.

### Adaptación cinematográfica

#### Swamp Thing(1982)
En la película Swamp Thing de 1982, el personaje de Alice Cable (interpretada por Adrienne Barbeau) se basa libremente en Abby Arcane, básicamente una amalgama de Abby y  Matthew Cable. Se la representa como una agente del gobierno que se enamora de Alec Holland/Swamp Thing. La película fue dirigida por el ícono del terror Wes Craven.

#### The Return of Swamp Thing(1989)
Cuando el escritor Peter David escribió la adaptación novedosa de The Return of Swamp Thing, hizo que el origen de Abby Arcane se pareciera más al de su contraparte del cómic, y describió su transformación en la personalidad de la chica de California muy diferente en la película, interpretada por la actriz Heather Locklear. En la película, Abby no es la sobrina de Arcane, sino su hijastra; mientras se había casado con su madre, Abby nunca lo aprobó, ni siquiera le gustó. Ella decide abruptamente hacer el viaje desde Los Ángeles a los pantanos de Florida para confrontar a Arcane sobre las misteriosas circunstancias que rodearon la muerte de su madre años antes. Al darse cuenta de que Abby se ha convertido desde entonces en la viva imagen de su difunta madre, Arcane se mueve para usarla en sus experimentos, planeando combinar su código genético "perfecto" con el de Swamp Thing para crear un suero para hacerse inmortal.
Durante una caminata nocturna para alejarse de su padrastro, Abby es acosada por un dúo de campesinos y es rescatada por Swamp Thing. Casi de inmediato, Abby, siendo una amante de las plantas, se siente atraída por Swamp Thing, también conocido como Alec Holland, pero después de enterarse de las atrocidades de su padrastro y sus acciones contra Alec, es capturada por el ejército privado de mercenarios de Arcane, y Swamp Thing aparentemente muere, solo para filtrarse en la propiedad de Arcane a través de las tuberías, regenerarse y rescatar a Abby de Arcane, escapando en un jeep cuyas llaves le fueron dadas a Abby por el Dr. Zurrell. Al día siguiente, Abby es nuevamente capturada por Arcane y sus hombres, haciendo una "invitación" / desafío obvio a Alec para que venga a recuperarla.
En el laboratorio de Arcane, Abby está atada a una máquina, destinada a ser utilizada en un procedimiento para curar el cuerpo en degeneración gradual de Arcane y así hacerlo inmortal. Como Zurrell no puede ayudarla de nuevo sin ser atrapada, le obliga a Abby a contarle la verdad sobre el destino de su difunta madre, quien murió debido a un error por parte del Dr. Rochelle, el otro científico empleado por Arcane. Durante el procedimiento, Arcane se droga con los efectos de rejuvenecimiento del procedimiento y aumenta el efecto, lo que hace que el cuerpo de Abby se rinda; Sin embargo, se revela que el procedimiento fue saboteado por su amante, la Dra. Lana Zurrell, quien fue menospreciada por su desprecio por su vida al principio de la película. Abby finalmente fue revivida por Swamp Thing después de que él recuperó su cuerpo del laboratorio de Arcane, dejando que Arcane muriera en un incendio.